# Ik wil vanavond met je vrijen
Ik wil vanavond met je vrijen is een cd-single van Gerard Cox, afkomstig van zijn album Andere noten. Het lied is geschreven door Cees Stolk, die enige tijd daarvoor permanent lid was van de zanggroep rond Jody Pijper, waarmee Cox ook gewerkt heeft.
Op de single staat ook Luduvudu (Liefdesverdriet), geschreven door muziekproducent Eddy Ouwens, Ad van Olm en Cox.
Ook ditmaal haalde Gerard Cox de hitparade niet.